# How to Survive (videogioco)
How to Survive è un videogioco survival horror sviluppato da EKO Software e pubblicato da 505 Games. È stato distribuito il 23 ottobre 2013 per Xbox 360 e Microsoft Windows, nell'ottobre 2013 per PlayStation 3 e nel giugno 2014 è stato inserito nel Nintendo eShop.

## Trama
Dopo aver scelto il proprio personaggio tra i tre disponibili, il giocatore si ritrova naufrago su un'isola infestata dagli zombie. Dopo aver raccolto cibo per un altro superstite, Andrew (che è stato morso), il giocatore incontrerà Ramon, un uomo anziano che chiede al giocatore di recuperare dei pezzi per poter fuggire dall'isola e spostarsi nei vari arcipelaghi del luogo.
Nella mappa, si possono trovare dei manuali lasciati da Kovac, un altro personaggio del gioco, che darà delle informazioni al personaggio su come sopravvivere. Avanzando nel gioco, si sbloccheranno varie missioni secondarie che permettono al personaggio di incontrare altre persone non infette.

## Modalità di gioco
How to Survive viene giocato con una visuale in terza persona, ripresa dall'alto. Ci sono due modalità di gioco: "Storia" e "Sfida" ed entrambe possono essere giocate da uno o due giocatori. La modalità "Sfida" mette i giocatori in un lato dell'isola con l'obiettivo di raggiungere un veicolo di recupero situato sul lato opposto dell'isola. Compito del giocatore è recuperare materiali, costruire armi e suppellettili. Sia la modalità "Storia" che quella "Sfida" non hanno limiti di tempo.

## Seguiti ed espansioni
Il 4 giugno 2015 è stato pubblicato How To Survive - Third Person Standalone, un'espansione che permette di giocare in terza persona, con visuale a seguire.
How to Survive 2 è stato annunciato il 28 agosto 2015; ambientato a New Orleans, presenta un sistema di crafting migliorato e una grafica aggiornata. È stato pubblicato in accesso anticipato su Steam nell'ottobre 2015.